# Camilo Mayada
Camilo Sebastián Mayada Mesa (Sauce, 1991. január 8. –) uruguayi labdarúgó, az argentin River Plate középpályása.